# 宮城県立こども病院
宮城県立こども病院（みやぎけんりつこどもびょういん）は、宮城県仙台市青葉区落合四丁目にある小児専門病院である。地域周産期母子医療センターにも認定されている。総病床数は241床である。

## 概要
東北地方で唯一の高度小児専門病院として、2003年（平成15年）に開設された。外来診療は、基本的に紹介状（診療情報提供書）を持った患児を対象とする予約制であり、周産期・小児の三次救急については1年中24時間対応するが、母体側に合併症がある場合や低出生体重児の搬送については、仙台赤十字病院や東北大学病院と役割分担して受け入れている。二次救急は仙台医療圏（仙台市内が圏域）の輪番制に参加。一次救急は基本的に受け入れていない。なお、本病院は公立病院ではあるが、医師、看護師を含め職員には公務員の身分は与えられていない。
新病棟である、拓桃館と渡り廊下で宮城県立拓桃支援学校と接続されている。拓桃館には、県が設置する児童福祉法上の施設である、宮城県立拓桃園も併設されている。
青葉山を挟んで仙台市都心部の西側にある愛子盆地内にあり、広瀬川による河岸段丘上に建つ。JR仙山線・陸前落合駅の徒歩圏にあり、緊急輸送道路 に指定されている国道48号・愛子バイパスや東北自動車道（仙台都市圏環状自動車専用道路）・仙台宮城ICからも至近である。病院ヘリポート も併設する（運用時間：9:00-17:00）。
出納取扱金融機関は、他の県立病院 を指定していた流れと従前から落合地区に宮城町支店 を設置する、仙台銀行を指定している。なお、正門脇には七十七銀行のATMが設置されている。

## 診療科
- 新生児科
- 総合診療科
  - 消化器科
  - アレルギー科
  - 腎臓内科
  - リウマチ・感染症科
- 血液腫瘍科
- 循環器科
- 神経科
- 内分泌科（非常勤）

- 外科
- 心臓血管外科
- 脳神経外科
- 整形外科
- 形成外科
- 泌尿器科
- 産科
- 眼科（非常勤）
- 耳鼻咽喉科（非常勤）
- 歯科口腔外科・矯正歯科

- 発達診療科
- 児童精神科（非常勤）
- リハビリテーション科
- 放射線科
- 麻酔科
- 集中治療科
- 臨床病理科

## 各種認定
- 臨床研修指定病院
- 地域周産期母子医療センター
- 日本超音波医学会超音波専門医研修施設[6]
- 日本周産期・新生児医学会周産期専門医研修指定施設[7]
- 日本産科婦人科学会専門医制度専攻医指導施設[8]
- 日本周産期・新生児医学会新生児蘇生法（NCPR）トレーニングサイト[9]

## 院内施設
- ボランティアハウス
  - ボランティア用の施設。棟内に「愛子ホール」（あやしホール）があり、集会やチャリティコンサートなどの会場として使用されている。
- 美術品
  - 「おおきなかぶ」（佐藤忠良。ブロンズレリーフ。2003年10月21日寄贈）[10]

## 沿革
1969年（昭和44年）に、東北大学小児科が小児病院設立要望書を作成したとされる が、経緯の詳細は不明。また、本間俊太郎宮城県知事時代に小児病院設置が検討されたものの、財政難を理由に断念した。
1993年（平成5年）11月21日、福祉分野が専門の浅野史郎が知事に就任すると（2005年11月20日まで在任）、東北大学に「宮城県母子総合医療センター設立推進協議会」（以下「協議会」と記す）が設立され、これが活動母体となって署名運動やチャリティコンサート などを行い、県側に周産期医療から小児医療までを対象とする病院（以下「こども病院」と記す）の設置の働きかけを行うようになる。
1996年（平成8年）5月10日、周産期医療対策事業の実施要綱について定められた厚生省児童家庭局長通知「周産期医療対策整備事業の実施について」が、各都道府県知事宛てに送られた。これにより、「総合周産期母子医療センター」（国庫補助あり）を3次医療圏（都道府県単位）に1ヶ所指定すること、「地域周産期医療センター」（国庫補助なし）を2次医療圏に1ヶ所以上認定することになる。1997年（平成9年）4月には、こども病院の早期設立を求める20万人分の署名が知事に手渡され、その後はこども病院設置に向けた動きが県側で急速に推進された。
県では、県内の周産期および小児医療の再編成・ネットワーク化についての協議を行って計画を作成した。その中で、県内に1ヶ所しか指定出来ない「総合周産期母子医療センター」は実績がある仙台赤十字病院をあて（2002年4月1日指定）、こども病院は「地域周産期医療センター」の1つに認定されることになる。また、こども病院は、当時建設中だった「国立成育医療センター」を範に、成育医療を理念に掲げる病院としてデザインされることになった。
1999年（平成11年）には病院の建設が始まり、2003年（平成15年）8月に病院の建物が竣工。こども病院整備事業費（1999年度 - 2004年度）は145億7000万円（うち国庫2億9200万円）にのぼった。同年9月18日にはこども病院の隣接地に「ドナルド・マクドナルド・ハウスせんだい」が開所。同年9月26日、開院準備をしている医師・看護師・技師など職員37人がシックハウス症候群と見られる症状を訴えていることが報道され、同日の県議会で知事が、充分な対策が取れなかった場合のオープン延期の可能性を示唆した。
同2003年（平成15年）11月11日、シックハウス症候群問題が一応の解決を見たため、予定通りに暫定オープンの形で「宮城県立こども病院」が開院。院長には、設置活動の母体となった「協議会」の代表で、東北大学教授を同年春に定年・退官した大井龍司が就任した。2004年（平成16年）4月1日にこども病院はフルオープンとなる。
当初、宮城県立こども病院は管理委託方式（公設民営方式）を採用し、1999年度（平成11年度）に第三者機関の「宮城県こども病院運営主体選定・評価委員会」が公募に応じた3団体を審査し、財団法人厚生会に運営を委託した。しかし、浅野の知己で、のちに『みやぎ知的障害者施設解体宣言』に関わる田島良昭、および、浅野と宮城県仙台第二高等学校で同級生だった目黒泰一郎仙台厚生病院院長が理事である財団法人厚生会に運営委託されたことに対し、宮城県議会で問題になった。

### 年表
- 1993年（平成5年）
  - 11月21日 - 浅野史郎が宮城県知事に就任。
  - 宮城県母子総合医療センター設立推進協議会が設立される。代表は、東北大学医学部小児外科学講座教授である大井龍司（のちの宮城県立こども病院初代院長）。同協議会は東北大学医学部小児外科内に事務局を置き、1999年（平成11年）4月に母と子の病院支援みやぎネットワークに改称した。
- 1996年（平成8年）5月10日 - 厚生省児童家庭局長通知「周産期医療対策整備事業の実施について」が、各都道府県に発出される[14]。
- 1997年（平成9年）
  - 4月 - 「宮城県母子総合医療センター（仮称）」の早期設立を求める署名（20万人分）が、知事に手渡される[20]。
  - 7月 - 宮城県が「小児総合医療整備のあり方検討委員会」を設置[15]。
- 1998年（平成10年）6月 - 「宮城県小児総合医療整備基本構想」策定[15]。
- 1999年（平成11年）
  - 2月8日 - 建設地を宮城農学寮[† 3] 跡地[† 4] である青葉区下愛子字一本杉（現・仙台市青葉区落合4丁目）とすることを決定[21]。
  - 3月 - 「宮城県小児総合医療整備基本計画」策定[15]。
  - 7月19日 - 「小児総合医療整備事業」推進を県が決定[15]。
  - 12月 - 県が設置して民間が運営する「管理委託方式」（公設民営方式）での設置となり、第三者機関の宮城県こども病院運営主体選定・評価委員会の答申に基き、財団法人厚生会[22] が運営することになった[23]。これは、翌2000年（平成12年）の二月県議会で承認された。
- 2003年（平成15年）
  - 8月 - 病院の建物が竣工[24]。
  - 9月26日 - 開院準備中の職員37名がシックハウス症候群と見られる症状を訴え、予定通りのスケジュールでの開院が危ぶまれる。
  - 11月11日 - 開院（88床）。暫定的なオープンであったため、診療科は予定の全てが設置されず、以下のものだけでの開院となった。周産期部門（新生児科・産科）、総合診療科、神経科、児童精神科、外科、脳神経外科、形成外科、泌尿器科、リハビリテーション科、放射線科、麻酔集中治療科、歯科口腔外科。
- 2004年（平成16年）4月1日 - フルオープン（124床）。血液腫瘍科を増設。非常勤医師対応で、内分泌科・眼科・耳鼻咽喉科・整形外科を増設。
- 2005年（平成17年）4月1日 - 循環器部門（循環器科・心臓血管外科）を増設し、病床数が160床になる。
- 2006年（平成18年）
  - 4月1日 - 地方独立行政法人（非公務員型）移行。地方自治法改正により「管理委託方式」（公設民営方式）を継続出来なくなったため、県直営・指定管理者制度・地方独立行政法人制度の3者を比較検討して同制度移行を選択した[25]。
  - 11月 - 宮城県により地域医療支援病院に承認される。
- 2015年（平成27年）4月1日 - 宮城県拓桃医療療育センターの運営を地方独立行政法人宮城県立こども病院が継承。
- 2016年（平成28年）3月1日 - 新病院棟・拓桃館の本格的な稼働にともない、宮城県拓桃医療療育センターの病院機能を継承。従来の建物は、改修の上で本館を名乗る。

## アクセス
- 鉄道：JR仙山線・陸前落合駅北口より徒歩9分。
- 仙台市営バス：仙台駅西口バスプール10番ポールから「定義・作並温泉・熊ケ根・白沢車庫」行きに乗車。約40分乗車して「宮城広瀬高校･こども病院前」バス停下車、徒歩5分。
- 自動車：東北自動車道・仙台宮城ICを降りて国道48号・愛子バイパスを西進し、誘導看板に従って進む。ICから3.6km。
  - 仙台市都心部からは、国道48号・仙台西道路（自動車専用道路）および愛子バイパスを経由してアクセスするのが早い。

## 周辺施設
- ドナルド・マクドナルド・ハウスせんだい
- 中小企業大学校仙台校
- 七十七銀行栗生支店
- 仙台銀行宮城町支店
- 宮城県立拓桃支援学校…新病棟である拓桃館と渡り廊下で接続されている
- 宮城県立拓桃園…宮城県が設置する、児童福祉法上の施設。当院の拓桃館内に設置
- 宮城県宮城広瀬高等学校
- 仙台市立広瀬中学校
- 仙台市立折立中学校

- 仙台市立愛子小学校
- 仙台市立広瀬小学校
- 仙台市立栗生小学校
- 仙台市立折立小学校
- 仙台市立錦ケ丘小学校
- 愛子幼稚園
- 仙台市立落合保育所
- 仙台市立愛子保育所